# Symfonie nr. 8 (Nordgren)
De Fin Pehr Henrik Nordgren voltooide zijn Symfonie nr. 8 in 2006. Het werd het laatste werk van de componist in dat genre.
Het tijdstip van voltooiing was rijkelijk laat. Het werk was namelijk een verjaardagscadeau voor dirigent Juha Kangas. Die vierde zijn zestigste verjaardag op 27 november 2005, maar toen was het werk nog lang niet af. Nordgren had te veel opdrachten aangenomen. Kangas vond het niet erg, hij promootte al een tijd lang de muziek van Nordgren en gaf dan ook samen met het Turku Philharmonisch Orkest de première van dit werk op 8 maart 2007.
De symfonie valt in drie delen uiteen. Het eerste deel Minore geheten speelt zich af in mineur. Een van de opvallendste motieven van dat deel is de toonwisseling A-F, die steeds terugkomt. Deel 2 is een intermezzo waarbij de hoofdtoon wordt gevoerd door de celesta, die begeleid wordt door het gestemd percussie. Deel 3, Maggiore, is grotendeels in majeur. In dit deel zit een rond Kaustinen populaire mars verstopt. Deze mars is slechts even tussen de clusters te horen, waarna ze verdwijnt. De componist probeert haar melodielijn terug te laten komen, maar slaat daar alleen in de laatste maten van de symfonie in. Dan is het werk plotseling afgelopen. De symfonie laat de geschiedenis van Nordgrens muziek horen, tonaliteit wordt afgewisseld met atonaliteit, dodecafonie. Bovendien mengt hij zijn muziek aan met Finse volksmuziek, de mars uit Kaustinen in dit geval.
Orkestratie:
- 2 dwarsfluiten (II ook piccolo en altfluit), 2 hobo's (II ook althobo), 2 klarinetten (I ook esklarinet, II ook basklarinet), 2 fagotten (II ook contrafagot)
- 4 hoorns, 2 trompetten, 2 trombones
- pauken, 2 percussie,  1 harp, 1 piano/celesta
- violen, altviolen, celli, contrabassen